# ᜄ
En el sistema de escritura de baybayin, la letra ᜄ es un carácter silábico que se corresponde con el sonido ga. 

## Uso
Si un punto se añade a la parte superior (ᜄᜒ), el sonido se convierte en un sonido gué o gui, por su parte, si un punto se añade a la parte inferior (ᜄᜓ), el sonido se convierte en un sonido go o gú. El sonido se convierte en una consonante g si un virama se agrega a la parte inferior (ᜄ᜔). 

## Unicode
Esta letra tiene asignado el código de Unicode U+1704, situado en el bloque tagalo.
| Carácter      | ᜄ                 | ᜄ                 |
| ------------- | ----------------- | ----------------- |
| Unicode       | TAGALOG LETTER GA | TAGALOG LETTER GA |
| Codificación  | decimal           | hex               |
| Unicode       | 5892              | U+1704            |
| UTF-8         | 225 156 132       | E1 9C 84          |
| Ref. numérica | &#5892;           | &#x1704;          |